# Herman Franke
Herman Franke (eigentlich Hermannus Johannes Franke, * 13. Oktober 1948 in Groningen; † 14. August 2010 in Amsterdam) war ein niederländischer Kriminologe, Hochschullehrer und seit 1995 freier Schriftsteller. Bekannt wurde er zunächst durch Sachbücher und Medienauftritte als Rechtssoziologe, später durch Romane, Erzählungen und Essays.

## Leben
Der in Groningen-Zuiderdiep aufgewachsene Sohn einer katholischen Mittelstandsfamilie arbeitete in den 1970ern zunächst als Zeitungs-Reporter beim Nieuwsblad van het Noorden. In einem abgeschlossenen Studium der Soziologie in Amsterdam spezialisierte er sich auf die Kriminologie. Seine mit summa cum laude gewertete Abschlussarbeit Twee eeuwen gevangen ... wurde in der englischen Übersetzung 1995 von der American Society of Criminology als Beste ausländische Fachschrift ausgezeichnet. Sie wurde in einer gekürzten Fassung für die breite Öffentlichkeit neuaufgelegt. An der Universität Amsterdam brachte er es zum Hauptdozenten für Strafrechtssoziologie/Kriminologie und zum bei den Medien gefragten Experten für dieses Gebiet. Er veröffentlichte mehrere Sachbücher zum Themengebiet Verbrechen und Justiz. 
Als Schriftsteller debütierte er 1992 mit dem Roman Weg van loze dromen (= Straße der müßigen Träume). Auch sein zweiter Roman Nieuws van de nacht 1995 fand nicht viel Beachtung. Er beschloss im selben Jahr, Vollzeit-Schriftsteller zu werden und verließ die Universität. Sein Durchbruch beim Literaturpublikum gelang ihm dann tatsächlich 1998 mit dem Roman De verbeelding (= Die Vorstellungskraft), für den er den renommierten niederländischen AKO Literaturpreis erhielt. Mit dem literaturwissenschaftlichen Essayband De ironie van de romantiek, die für die Frans-Kellendonk-Lesung der Radboud Universiteit zu Nijmegen entstand, zeigte Franke 2000 eine weitere Facette seines Könnens. Im Jahr 2003 erschien sein Roman Wolfstonen und 2004 der Band Notulen (= Minuten) mit kurzen Erzählungen. 
Franke arbeitete als Essayist, Kolumnist und Kommentator bei der international bekannten Amsterdamer Tageszeitung De Volkskrant. 2004 wurde eine Auswahl seiner Kolumnen unter dem Titel Waarom vrouwen betere lezers zijn (= Warum Frauen bessere Leser sind) herausgegeben. Auch als Literaturkritiker für die Literatur-Magazine weiterer Zeitungen war Franke stets tätig. Bei der Literaturzeitschrift De Revisor gehörte er zum festen Stamm der Autoren. Ende 2007 kam der Roman Uit het niets (= Aus dem Nichts) heraus, der erste Teil des Romanzyklus Voorbij ik en waargebeurd. Ende 2008 erschien der zweite Teil Zoek op liefde (= Suche nach Liebe).
Herman Franke starb am 14. August 2010 in seiner Amsterdamer Wohnung an einer unheilbaren Prostatakrebs-Erkrankung.

## Werke
Sachliteratur
- Van schavot naar krantekolom : over de ontwikkeling van de misdaadverslaggeving in het Algemeen Handelsblad vanaf 1828 tot 1900, 1981
- De dood in het leven van alledag : twee eeuwen rouwadvertenties en openbare strafvoltrekkingen in Nederland, 1985
- Twee eeuwen gevangen over de geschiedenis van het gevangeniswezen en het emancipatieproces van gevangenen vanaf het eind van de achttiende eeuw tot heden
- Twee eeuwen gevangen : misdaad en straf in Nederland, 1990
- Alledaags en ongewoon geweld, 1991
- Zonde van de jeugd : een inventarisatie van recent onderzoewk naar jeugd en criminaliteit in Nederland
- The emancipation of prisoners : a socio-historical analysis of the Dutch prison experience 1995
- De macht van het lijden : twee eeuwen gevangenisstraf in Nederland, 1996
- De tuinman en de dood van Diana : verhalende beschouwingen, 1999
- De Verleiding, 2003

Romane
- Weg van loze dromen Roman, 1992
- Nieuws van de nacht : roman, 1995
- De verbeelding Roman, 1998
- Wolfstonen Roman, 2003
- Notulen Erzählungen Podium, Amsterdam 2004 ISBN 90-5759-176-6
- Uit het niets Roman, 2007
- Zoek op liefde Roman, 2008

Essays
- De ironie van de romantiek, Kellendonklezing, 2000
- Waarom vrouwen betere lezers zijn Kolumnen, 2004
- Kunst als morele vrijplaats : moet in de kunst wat elders niet mag, 2008